# هورنت (میزوری)
هورنت (به انگلیسی: Hornet) یک منطقهٔ مسکونی در ایالات متحده آمریکا است که در شهرستان نیوتون، میزوری واقع شده‌است.